# Schweizerische Schachzeitung
«Швайцерише шахцайтунг» (нем. «Schweizerische Schachzeitung») — ежемесячный журнал, орган Швейцарского шахматного союза. Выходит с 1857; с октября 1900 регулярно. Старейшее (по непрерывности выпуска) периодическое шахматное издание в мире после английского 
журнала «Бритиш чесс мэгэзин» (издаётся с 1881). 